# ヴェロキサウルス
ヴェロキサウルス（Velocisaurus　"素早いトカゲ"の意味）は白亜紀に現在のアルゼンチンに生息したケラトサウルス類の獣脚類恐竜の属である。
1985年、Oscar de FerrariisおよびZulma Gaspariniはパタゴニア地方、ネウケン州、ボカデルサポのバハデラカルパ累層（en）のサントニア期の地層から化石を発掘した。この化石には小型獣脚類の右側の下肢が含まれていた。1991年、ホセ・ボナパルテ（en ）によりこの恐竜はVelocisaurus unicusとして記載された。属名はラテン語で「素早い」を意味するveloxより派生しており、後肢が素早く走ることに適していることにちなんでいる。種小名はラテン語で「独特な」という意味であり、足の構造が異例なものであることにちなんでいる。
属および種のホロタイプはMUCPv 41で、この標本はコマウェ国立大学博物館（Museo de la Universidad Nacional del Comahue）に収蔵されており、現在のところヴェロキサウルスの唯一の標本である。
脛骨の長さは14 cmであり、体長は1.2 mほどと推定される。足の構造が独特で、真ん中（第三）中足骨に体重がかかる構造になっていた。隣接する第二、第四中足骨の骨幹がかなり薄くなっているのに対し、第三中足骨はその上端部が厚くなっている。このような形状は鳥を含めた他の獣脚類では知られていない。ボナパルトはこの構造を走行に適した適応であると説明している。大型の獣脚類から逃げるためには高速が必須でだからである。明確ではないが比較的真直ぐな、第四趾の孤立したかぎ爪が発見されており、ボナパルトはヴェロキサウルスが雑食性だったと示唆している。
ボナパルテは初めヴェロキサウルスを独自の科であるヴェロキサウルス科（Velocisauridae）に分類した。2003年、フェルナンド・ノヴァスen および Sebastian Apesteguiaによる獣脚類の系統の研究によりヴェロキサウルスは奇妙なケラトサウルス類であるマシアカサウルスと近縁であることが示された。この２属でヴェロキサウルス科（Velocisaurinae）を形成している2004年、この亜科はアベリサウルス上科（Abelisauroidea）内のノアサウルス科（Noasauridae）に分類された。
2001年、Bruce Rothschild他によりヴェロキサウルスのものとされる12の足の化石について疲労骨折の調査が行われたが、何の兆候も見られなかった。

## 註
1. ↑  Bonaparte J.F. (1991). "Los vertebrados fósiles de la Formación Rio Colorado, de la Ciudad de Neuquén y Cercanías, Cretácico Superior, Argentina" [The fossil vertebrates of the Rio Colorado Formation, of the city of Neuquén and surroundings, Upper Cretaceous, Argentina]. Revista del Museo Argentino de Ciencias Naturales "Bernardino Rivadavia" e Instituto Nacional de Investigación de las Ciencias Naturales. Paleontología 4: 17-123
2. ↑  F. AGNOLÍN, F. NOVAS and S. APESTEGUÍA (2003). "Velocisaurids in South America and Madagascar". Ameghiniana 40(4): 77R. Museo Argentino de Ciencias Naturales ‘B. Rivadavia’, Av. Ángel Gallardo 470, (1405) Buenos Aires, Argentina
3. ↑  F. E. Novas, F. L. Agnolin, and S. Bandyopadhyay, 2004, "Cretaceous theropods from India: a review of specimens described by Huene and Matley (1933)", Revista del Museo Argentino de Ciencias Naturales, nuevo serie 6(1): 67-103
4. ↑  Rothschild, B., Tanke, D. H., and Ford, T. L., 2001, Theropod stress fractures and tendon avulsions as a clue to activity: In: Mesozoic Vertebrate Life, edited by Tanke, D. H., and Carpenter, K., Indiana University Press, p. 331-336.

## 参照
- Velocisaurus at DinoData